# Буковий ліс (заповідне урочище)
Бу́ковий ліс — лісове заповідне урочище місцевого значення в Україні. Розташоване в межах Дубенського району Рівненської області, на території Козинської сільської громади на південний захід від села Білогорівка. 
Площа 7 га. Заснований рішенням обласної ради № 213 від 13.10.1993 року. Перебуває у віданні ДП «Дубенський лісгосп» (Радивилівське л-во, кв. 91, вид. 5). 
Статус надано для збереження рідкісних букових насаджень. В урочищі сформувався сосоново-буковий ліс природного походження. Умови зростання — свіжий сугруд. Вік дерев 90 років. Підлісок утворює ліщина звичайна. Трапляються суниці лісові, костяниця. Із тварин водяться кабан, сарна європейська, лисиця руда, дятел звичайний, повзик, сойка, зяблик, вівчарик жовтобровий, веретільниця ламка.